# 佐賀利英
佐賀 利英（さが としひで、1957年（昭和32年） - ）は、日本の薬学者。元いわき明星大学薬学部准教授。
東北大学大学院薬学研究科博士課程修了。徳島文理大学薬学部卒業。宮城県出身。

## 経歴
宮城県出身。1980年（昭和55年）に徳島文理大学薬学部薬学科を卒業。
大学を卒業後は薬剤師として仙台徳洲会病院に勤務し、同会全国薬剤部長代表や宮城県病院薬剤師会の副会長などを歴任。
2006年（平成18年）に東北大学大学院薬学研究科博士課程を修了し、2007年（平成19年）にいわき明星大学薬学部で准教授に就任。その後、石巻赤十字病院で研究員となる。

## 所属学会
- 日本医療薬学会
- 日本臨床薬理学会
- 日本薬学会
- 日本TDM学会
- 東北緩和医療研究会

## 著書
- 『薬効別 服薬指導マニュアル 第2版、第3版、第4版、 改訂版』（1993年、1996年、2000年、2005年、じほう）
- 『商品別 薬剤情報提供マニュアル』（1998年、じほう）